# Katholieke Kerk in Vietnam

Vietnam

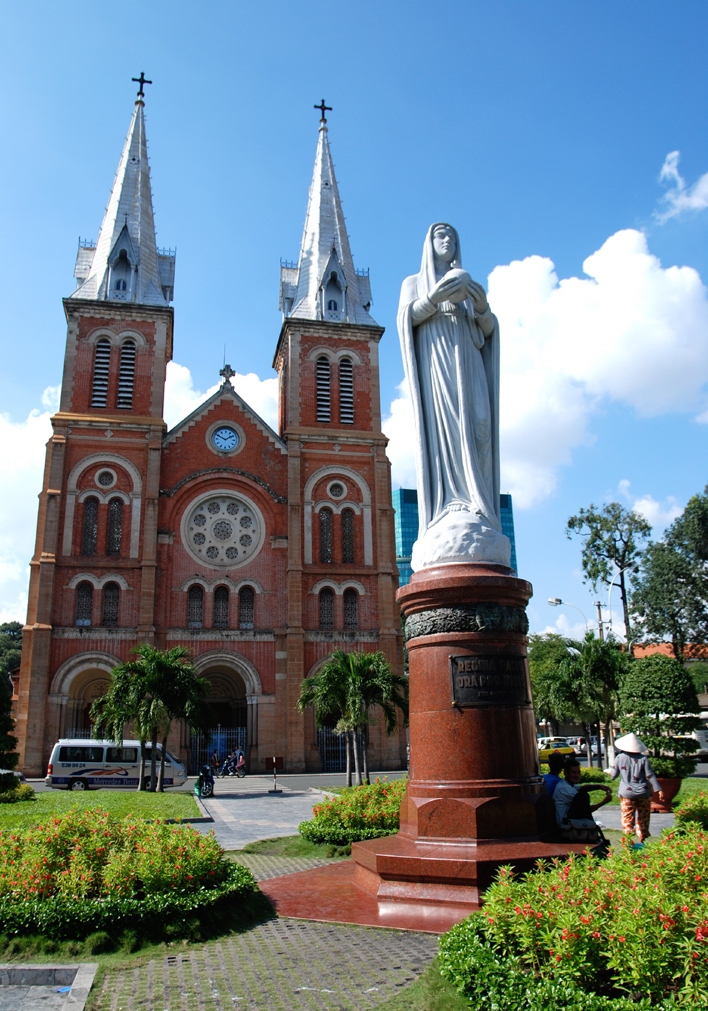
Onze-Lieve-Vrouwkathedraal in Saigon (thans Ho Chi Minh City)

De Katholieke Kerk in Vietnam telt zes miljoen gelovigen en is de op een na grootste katholieke gemeenschap in Zuidoost-Azië. Er zijn 26 bisdommen (waaronder drie aartsbisdommen) met 2228 parochies en 2668 priesters.
De Heilige Stoel heeft geen diplomatieke banden met het communistische Vietnam. De laatste jaren is er sprake van wederzijdse toenadering. Zo bezocht premier Nguyễn Tấn Dũng Paus Benedictus XVI in het begin van 2007. Ondanks het vooruitzicht van een betere bilaterale verstandhouding is de positie van christenen in Vietnam niet goed. Religieuze activiteiten staan in Vietnam veelal onder controle van de staat.
De kerkelijke hiërarchische structuur werd opgezet in 1960. Na de hereniging van het land in 1975 werden alle buitenlandse missionarissen actief in Zuid-Vietnam gedwongen het land te verlaten. In 1984 werden alle broeders van de Congregatie van de Heilige Familie gearresteerd wegens "antirevolutionaire activiteiten". Ze werden zonder proces jarenlang gevangengenomen en hun klooster werd in beslag genomen. De congregatie heeft bij herhaling gevraagd om teruggave van het klooster en heeft geprotesteerd tegen de gevangenschap van haar leden.

## Bisdommen
Vietnam telt 26 bisdommen, waaronder 3 aartsbisdommen:
- Aartsbisdom Hanoi
  - Bisdom Bac Ninh
  - Bisdom Bùi Chu
  - Bisdom Hai Phòng
  - Bisdom Hà Tĩnh
  - Bisdom Hung Hóa
  - Bisdom Lang Son en Cao Bang
  - Bisdom Phát Diêm
  - Bisdom Thai Binh
  - Bisdom Thanh Hóa
  - Bisdom Vinh
- Aartsbisdom Huế
  - Bisdom Ban Mê Thuôt
  - Bisdom Ðà Nẵng
  - Bisdom Kon Tum
  - Bisdom Nha Trang
  - Bisdom Quy Nhơn
- Aartsbisdom Ho Chi Minhstad (voorheen Saigon).[2]
  - Bisdom Ba Ria
  - Bisdom Cân Tho
  - Bisdom Ðà Lat
  - Bisdom Long Xuyên
  - Bisdom My Tho
  - Bisdom Phan Thiêt
  - Bisdom Phú Cuong
  - Bisdom Vinh Long
  - Bisdom Xuân Lôc

## Martelaren van Vietnam
De 117 Martelaren van Vietnam zijn 96 inheemse priesters en leken, elf Spaanse dominicanen en tien priesters van de Sociëteit van de Buitenlandse Missies uit Parijs. Paus Johannes Paulus II verklaarde hen heilig in 1988. De bekendste is de in 1839 overleden priester Andreas Dung-Lac. Van 24 november 2009 tot en met 6 januari 2011 viert de Katholieke Kerk in Vietnam het jubeljaar ter gedachtenis van deze martelaren.